# Vodní elektrárna Vranov
Vodní elektrárna Vranov nad Dyjí se nachází na řece Dyji na vranovské přehradě. V elektrárně jsou tři hlavní turbíny, z nichž každá má výkon 6,3 MW. Elektrárna je doplněná ještě o jednu menší turbínu o výkonu 1,12 MW, kterou protéká běžný odtok z vodní nádrže.
Slouží také jako jeden ze záložních zdrojů pro Jadernou elektrárnu Dukovany v případě tzv. blackoutu.
Lze si zarezervovat prohlídku  elektrárny s průvodcem, k vidění je i starý velín, ze kterého se celá elektrárna kdysi řídila.

## Technické parametry
- typ elektrárny – středotlaká, vyrovnávací
- rok uvedení do provozu – 1934
- objem nádrže – 132,7 mil. m³
- spád – 42 metrů
- počet turbín – 4
- typ turbín – Francisova turbína
- výkon turbín – 3 x 6,3 MW a 1,12 MW
- max. průtok vody turbínou – 3 x 15 m³/s
- roční výroba – 25 GWh

## Bateriové úložiště
V roce 2024 byla zprovozněna záložní Li-on baterie o kapacitě 2,5 MWh a výkonu 2,5 MW. Bateriové úložiště doplňuje podpůrné služby agregačních bloků společnosti E.ON. Hmotnost bateriového úložiště je patnáct tun a je schopné během pěti sekund dodat plný výkon do české energetické přenosné sítě. Plně digitalizované úložiště je řízeno z centrálního dispečinku společnosti E.ON v Brně.
Baterie je umístěna v historické budově rozvodny, která musela být stavebně upravena. Ve třech místnostech se nachází bateriové úložiště, strojovna stabilního hasicího zařízení a rozvodna s transformátorem. Prostory úložiště jsou klimatizovány na optimální teplotu 22 až 25 °C. Místnost bateriových článků chrání plynové hasicí zařízení Siemens Sinorix CDT, které po detekci požáru je schopné do šedesáti sekund zaplnit místnost dusíkem na dobu minimálně třiceti minut. Čistý dusík je skladován ve vedlejší místnosti v tlakových lahvích.